# Wyporność standardowa
Uzasadnienie: brak potrzeby osobnego artykułu, brak na innych wikipediach
Wyporność standardowa – ustalona traktatem waszyngtońskim z 1922 roku umowna definicja wyporności okrętów przyjęta dla potrzeb tego traktatu.
Część IV traktatu, zdefiniowała wyporność standardową jako:
Wyporność okrętu kompletnie zbudowanego, całkowicie obsadzonego załogą, wyposażonego w silniki i zaopatrzonego do wyjścia w morze, w tym w pełne uzbrojenie i amunicję, wyposażenie, ekwipunek, żywność i słodką wodę dla załogi, magazyny dodatkowe, a także wszystkie inne rzeczy przeznaczone dla okrętu na czas wojny, z wyłączeniem paliwa i wody kotłowej.
Jako jednostkę miary wyporności standardowej, w każdym przypadku w którym traktat nie posługuje się wprost pojęciem tony metrycznej, traktat przyjął tonę standardową (ts) rozumianą jako 2240 funtów (1016 kilogramów).

## Znaczenie wyporności standardowej
Przed zawarciem traktatu waszyngtońskiego z 1922 roku, jego sygnatariusze posługiwali się różnymi pojęciami wyporności okrętów, w zależności od praktyki operacyjnej poszczególnych marynarek wojennych. Wyporność lekka była generalnie używana do określania wyporności okrętu bez paliwa lub amunicji, podczas gdy inni używali wyporności pełnej lub wyporności głębokiej z pełnym zaopatrzeniem w amunicję, paliwo i żywność. Większość używała także określenia wyporności normalnej – teoretycznego stanu operacyjnego, który jednak oznaczał co innego w każdej marynarce.
Wprowadzenie traktatem waszyngtońskim limitów wyporności wymagało ustalenia jej jednolitej definicji, przyjętej w każdym państwie-sygnatariuszu umowy, toteż do traktatu wprowadzono nową definicję wyporności, określoną jako wyporność standardową. Wprowadzenie restrykcji w zakresie tak zdefiniowanej wyporności okrętów niosło ze sobą poważne konsekwencje. Odtąd bowiem każdy okręt musiał być projektowany z uwzględnieniem dwóch różnych wyporności – wyporności normalnej, przy której oczekuje się, że okręt będzie operował w normalnych warunkach, co determinuje jego zanurzenie, wolną burtę, stabilność, prędkość operacyjną i autonomiczność; oraz wyporności standardowej, jako całkowicie abstrakcyjnego pojęcia, zgodnie z traktatem łączącego masę wszystkich komponentów tworzących okręt, razem z amunicją i żywnością.
Stanowiło to daleko idące utrudnienie, które w latach obowiązywania traktatu rodziło wiele problemów konstrukcyjnych, zwłaszcza przy opracowaniu nowych krążowników, i doprowadziło do dużej liczby błędów konstrukcyjnych, mających swoje konsekwencje w latach II wojny światowej. Z drugiej strony, wprowadzenie żywności i amunicji do definicji wyporności stało się polem wielu prób manipulacji i obchodzenia regulacji traktatowych, zwłaszcza we Włoszech i Japonii, lecz także we Francji, Wielkiej Brytanii i Stanach Zjednoczonych. Na przykład poprzez raportowanie, że okręt zawiera przestrzeń dla 100 pocisków na działo, podczas gdy jego konstrukcja umożliwiała zwiększenie jej w warunkach wojennych do 150 pocisków na działo.